# Adriaan van den Spiegel
Adriaan van den Spiegel (scris de asemenea Spieghel, Spigel, Adrianus Spigelius, Spiegelius, Adriano Spigeli) (n. 1578, Bruxelles, Belgia - d. 7 aprilie 1625, Padova, Italia) a fost un botanist, anatomist și medic flamand.

## Biografie
S-a născut în 1578 în Bruxelles, Belgia. Tatăl și bunicul său au fost chirurgi. În 1588 tatăl său a fost numit inspector general al chirurgilor militari și navali ai Republicii Olandeze; el a murit în 1600, lăsând două fii. Gijsbertus, fratele mai mic a lui Adriaan, a devenit chirurg la Spitalul Ducal din Florența.
Adriaan van den Spiegel a studiat la universitățile din Louvain și Leiden, iar mai târziu la Padova, unde el și-a înscris numele său în registrul Natio Germanica pe 28 martie 1601. La Padova a fost elevul lui Girolamo Fabrici (1537-1619) și Giulio Casserio (1561-1616). A absolvit probabil universitatea din Padova în 1603. În 1606 Spiegel a fost numit medic ordinar a studenților din Natio Germaniea. El l-a asistat pe Fabrici în practica privată din Florența și Veneția.
Spiegel a studiat botanica și a scris o introducere în această știință, numită Isagoge in rem herbariam libri duo (1606). În 1607 el a concurat fără succes pentru postul de profesor universitar în medicină practică la Padova, lăsat vacant după moartea lui Ercole Sassonia. În 1612 s-a mutat din Italia în Belgia, unde a rămas pe scurt timp, apoi a călătorit prin Germania și, în final, s-a stabilit în Moravia. Curând după aceea, el a devenit medic primar în Boemia.
Pe 22 decembrie 1616 Senatul Venețian l-a numit pe Spiegel ca profesor de anatomie și chirurgie. El l-a succedat pe Casserio, care l-a înlocuit  pe Fabrici după retragerea sa în 1608. Pe 17 ianuarie 1617 Spiegel a efectuat o demonstrație publică anatomică în faimosul teatru de la Padova, unde în următorii ani el a atras mulți studenți străini datorită performanțele sale publice. Pe 25 ianuarie 1623 el a fost ales cavaler al Sfântului Marcu.
El a murit doi ani mai târziu (în 1625) după o boală de șase săptămâni – conform unei versiuni, ca urmare a unei infecții rezultate dintr-o rană cauzată de spargerea unui pahar la nunta unicei sale fiice Anzoletta (7 februarie 1625); conform altei versiuni, din cauza slăbirii provocată de studiile sale, el nu a avut rezistență față de boli febrile care sa-u finalizat print-un abces hepatic.
În timpul vieții lui Spiegel au fost publicate numai lucrările Isagoge in rem herbariam libri duo, De semitertiana libri quatuor (unde a descris malaria - febris semitertiana), și un studiu pe tenii.  După moartea lui Spiegel ginerele său, Liberalis Crema, a publicat  cartea lui Spiegel despre embriologie (De formatu foetu) și Daniel Rindfleisch  (cunoscut sub numele Bucretius), a editat importanta lucrare anatomică a lui Spiegel, De humani corporis fabrica. Deoarece manuscrisul nu avea ilustrații, Bucretius a obținut ilustrațiile splendide făcute de către Josias Murerus (Joseph Maurer), un desenator și gravor german, pentru Casserio.  Bucretius a adăugat 98 gravuri în cupru la lucrarea lui Spiegel, și le-a paginat separat sub numele de Casserio. Aceste gravuri splendide au contribuit enorm la succesul cărții sale.
Spiegel este considerată de istorici ca ultimul dintr-e renumiții anatomiști din Padova. Deși cunoscut în primul rând ca an de anatomist, Spiegel a fost un clinician  renumit.

## Eponime legate de Spiegel
- Hernia Spieghel (sau Spigel) sau hernia liniei semilunare Spiegel - hernie situată în partea laterală a peretelui abdominal la nivelul liniei de unire a mușchiului transvers cu aponevroza sa.
- Linia Spieghel (sau Spigel) sau linia semilunară Spieghel (sau Spigel), banda Spigel (Linea semilunaris) - linie convexă lateral, marcând limita dintre porțiunea musculară și cea aponevrotică a mușchilor oblic intern și transvers ai abdomenului
- Lobul Spieghel (sau Spigel),  sau lobul caudat al ficatului, (Lobus caudatus hepatis) - subdiviziunea posterioară a porțiunii intermediare a feței viscerale a ficatului, situată înapoia hilului, între fisura ligamentului venos și fisura venei cave inferioare.
- Vene spigeliene sau vene caudate, vene suprahepatice dorsale, vene dorsale ale ficatului,  vene ale segmentului I al ficatului.
- Artere spigeliene, (Arteriae lobi caudati), arterele lobului caudat, arterele lobului Spigel, arterele segmentului I.
- Spigelia - un gen de plante cu flori din familia Loganiaceae.

## Opere
- De lumbrico lato liber (1618)
- De semitertiana Patavino feliciter absolutae (1624)
- De formatu foetu (1626)
- De humani corporis Fabrica libri X tabulis aere icisis exornati. Venedig, 1627.
- De humani corporis fabrica libri decem, tabulis XCIIX aeri incisis elegantissimis, nee antehac visis exornati.